# Gillian Rolton
Gillian Rolton (Adelaide, 3 de maio de 1956 - 18 de novembro de 2017) foi um ginete de elite australiano, bicampeão olímpico do CCE.

## Carreira
Gillian Rolton representou seu país nos Jogos Olímpicos de 1992 e 1996, na qual conquistou no CCE individual a medalha de ouro, em 1992 e 1996. 